# Ольга Бознанська
Ольга Бознанська (1865—1940) — польська художниця.

## Біографія
Народилася 18 квітня 1865 року в Кракові. Навчалася в 1884—1886 роках на Художніх Курсах для жінок в Технічно-ремісничому музеї. У 1878 р. жила в Парижі, а в 1886 р. у Відні. У 1886—1889 рр. навчалася в Мюнхені, в приватних школах художників К. Кірхердорфа і В. Дюрра. З 1898 р. постійно живе в Парижі, часто приїжджаючи до Кракова і Варшави. У 1902—1905 рр. жила в Італії.

### Творчість
Учасник різних художніх об'єднань Від 1889 р. член "Об'єднання польських художників «Мистецтво» в Кракові, а з 1904 р. в паризькому «Société Nationale des Beaux-Arts» (Національне товариство витончених мистецтв).
Її картини експонувалися на виставках у Польщі, Європі та США, зокрема, в Берліні (1892, 1893, 1913), Мюнхені (1893), Празі, Лондоні та Парижі (1896), Інституту Карнегі в Піттсбурзі, США (1901, 1906, 1907, 1920—1928), Відні (1902, 1908), Амстердамі (1912) і Венеції (1910, 1914, 1938).
Вона була нагороджена численними нагородами, в тому числі золотою медаллю на міжнародній виставці в Мюнхені (1905), французьким орденом Почесного легіону (1912), Золотим академічним лавровим вінком за «видатні заслуги для польського мистецтва загалом» (7 листопада 1936), Гран-Прі на виставці ЕКСПО в Парижі (1939) і орденом Polonia Restituta (1938). Малювала переважно портрети, а також пейзажі, натюрморти та інтер'єри. Розробила власний стиль, заснований на принципах реалізму та імпресіонізму, а також на впливах Веласкеса, Уістлера і Мане. Померла Ольга Бознанська 26 жовтня 1940 в Парижі.
Твори Ольги Бознанської зберігаються в Львівській національній галереї мистецтв а також в музеях Польщі: Національному музеї у Варшаві, Національному музеї в Кракові та Національному музеї в Кельцах.

### Галерея

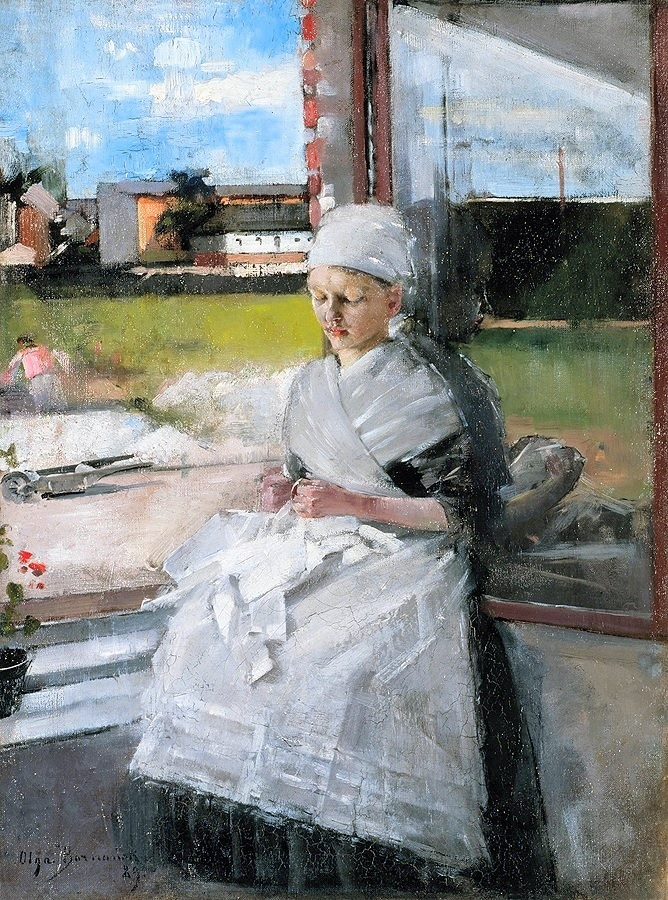
Бретонка. 1889 р.
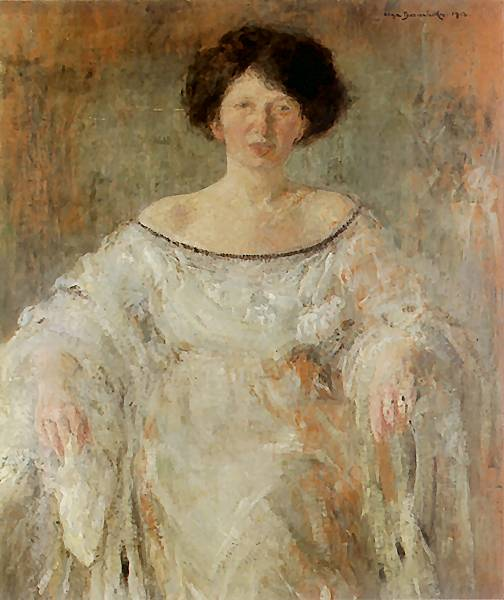
Портрет у білому.1912 р.
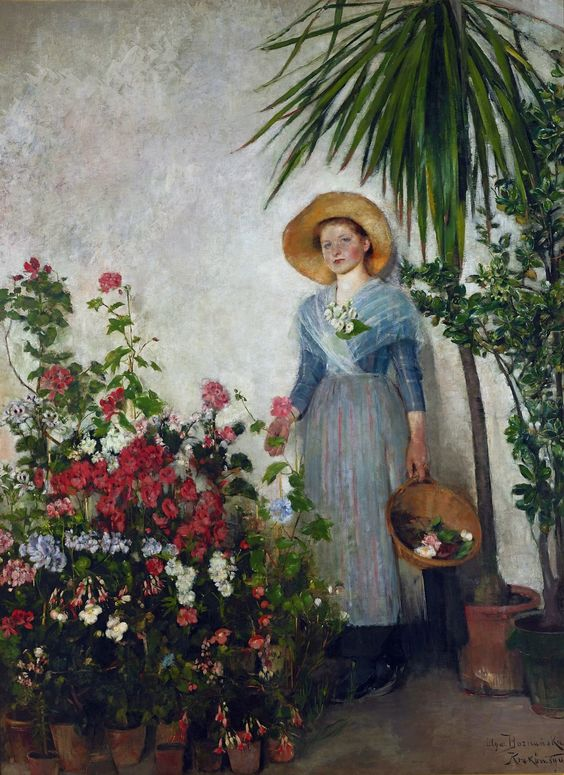
В оранжереї.1890 р.
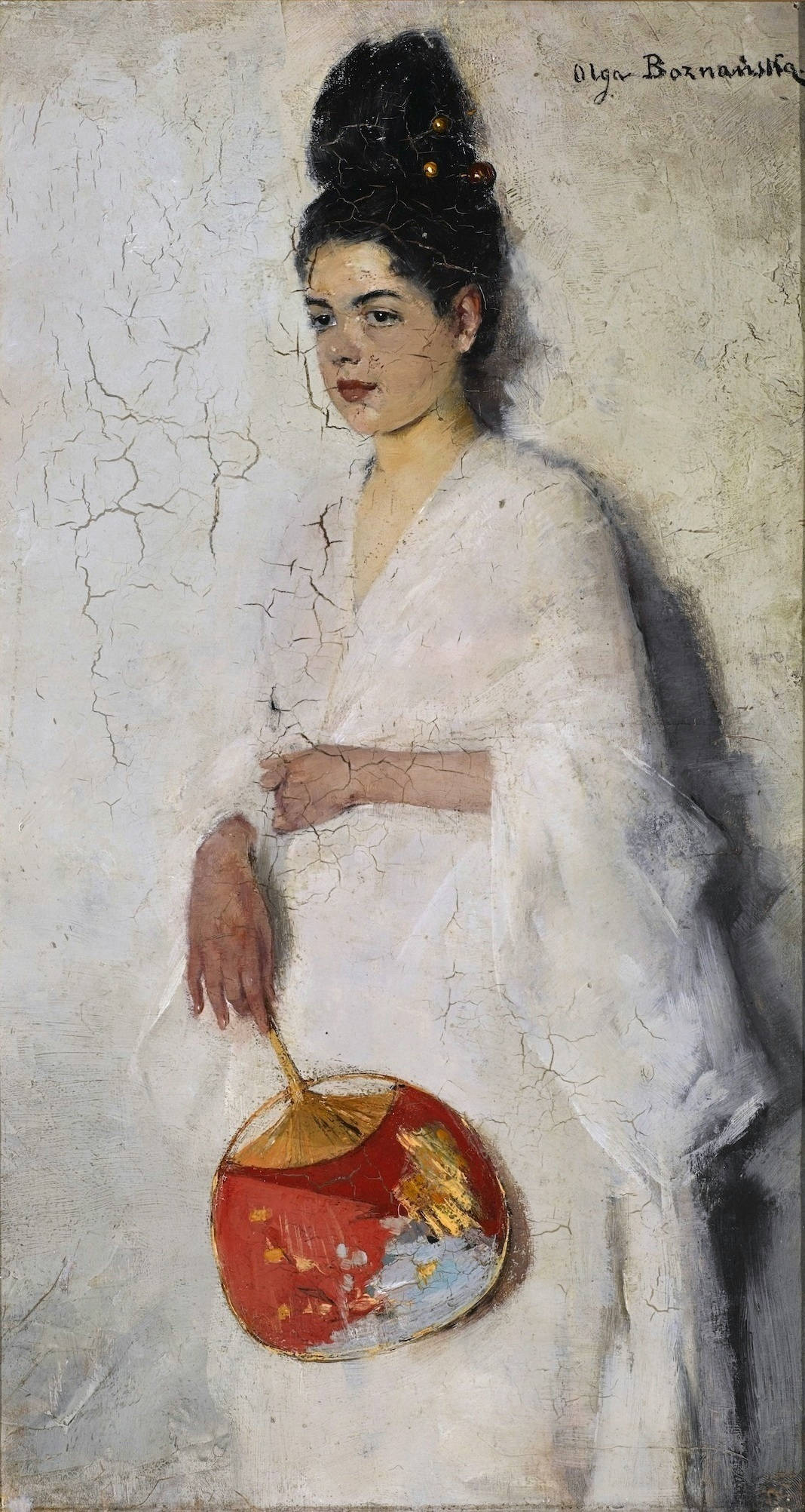
Японка. 1889 р.
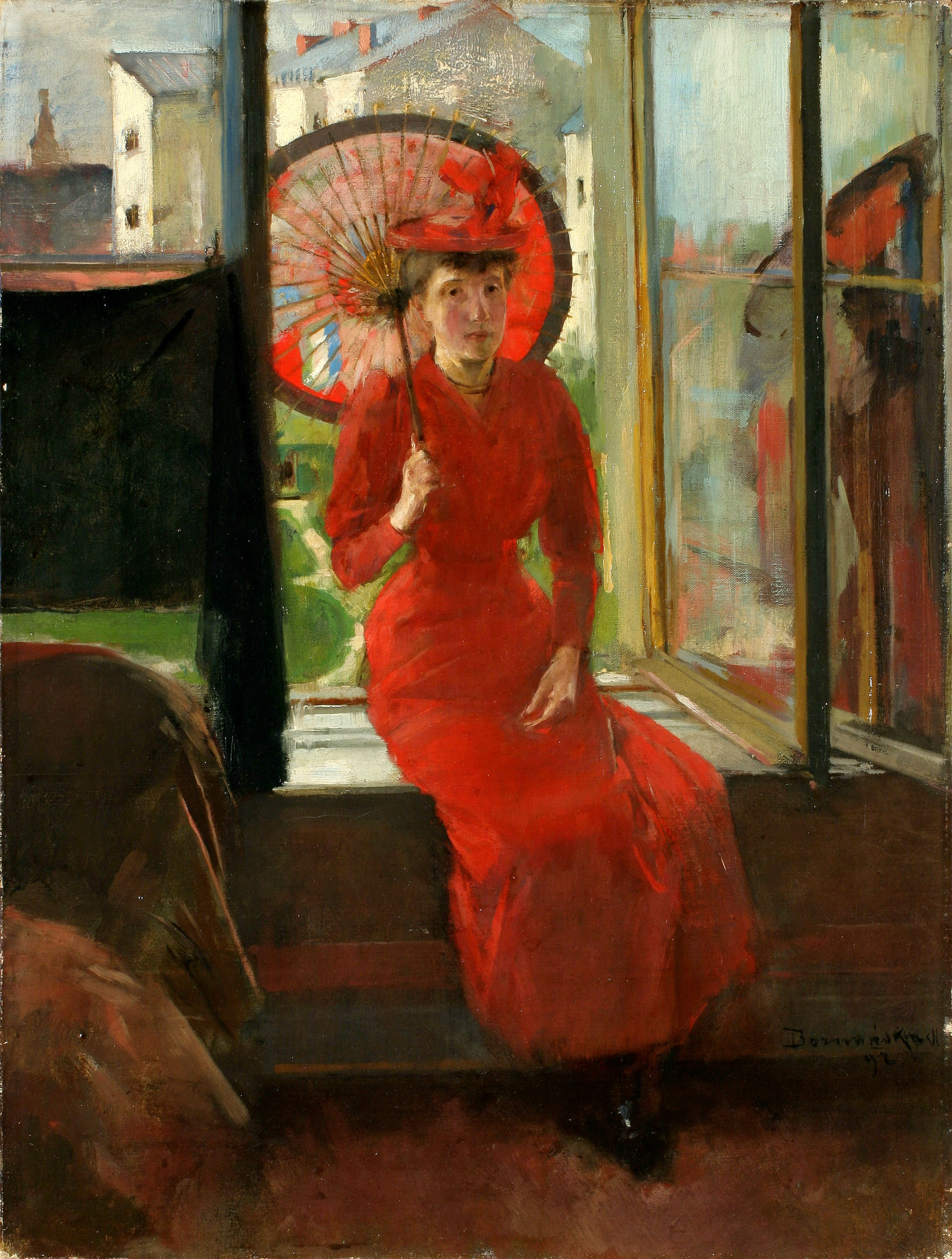
Японський автопортрет. 1892 р.
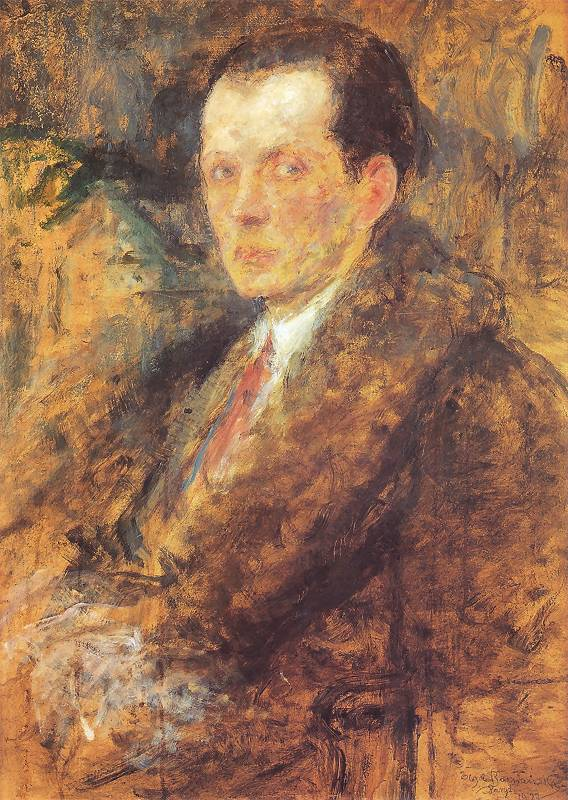
Чоловічий портрет. 1927 р.
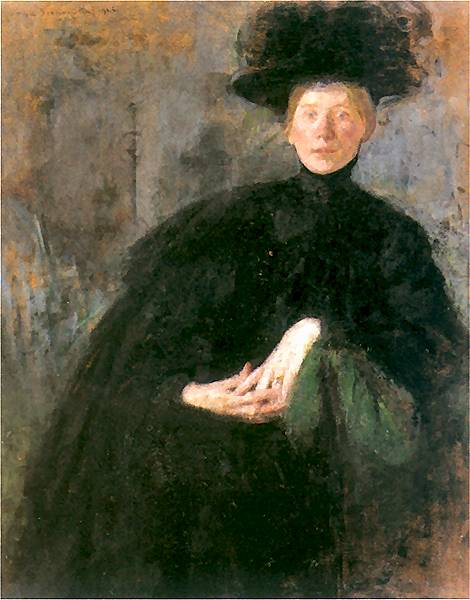
Жінка в чорному. 1906 р.
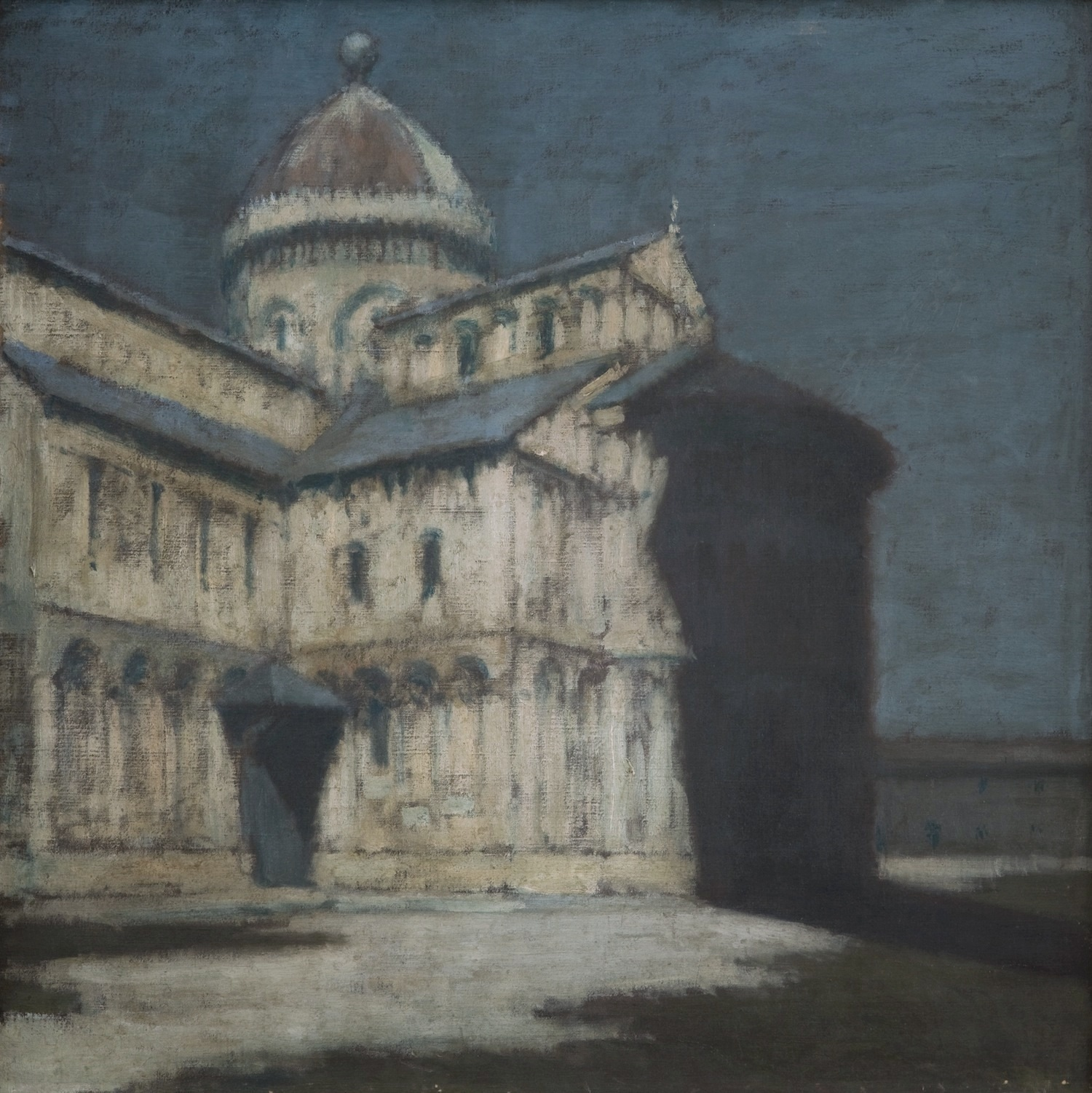
Катедра в Пізі. 1905 р.
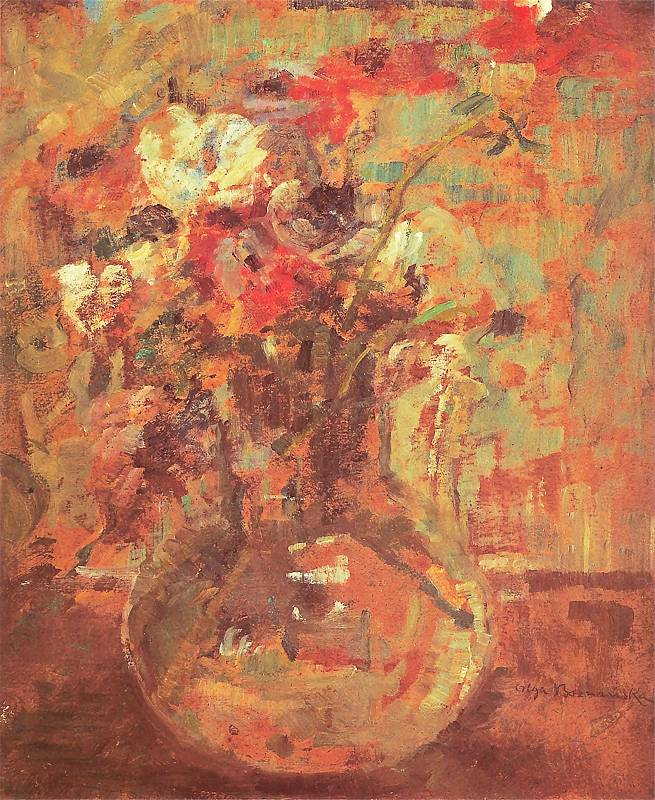
Маки.1921 р.
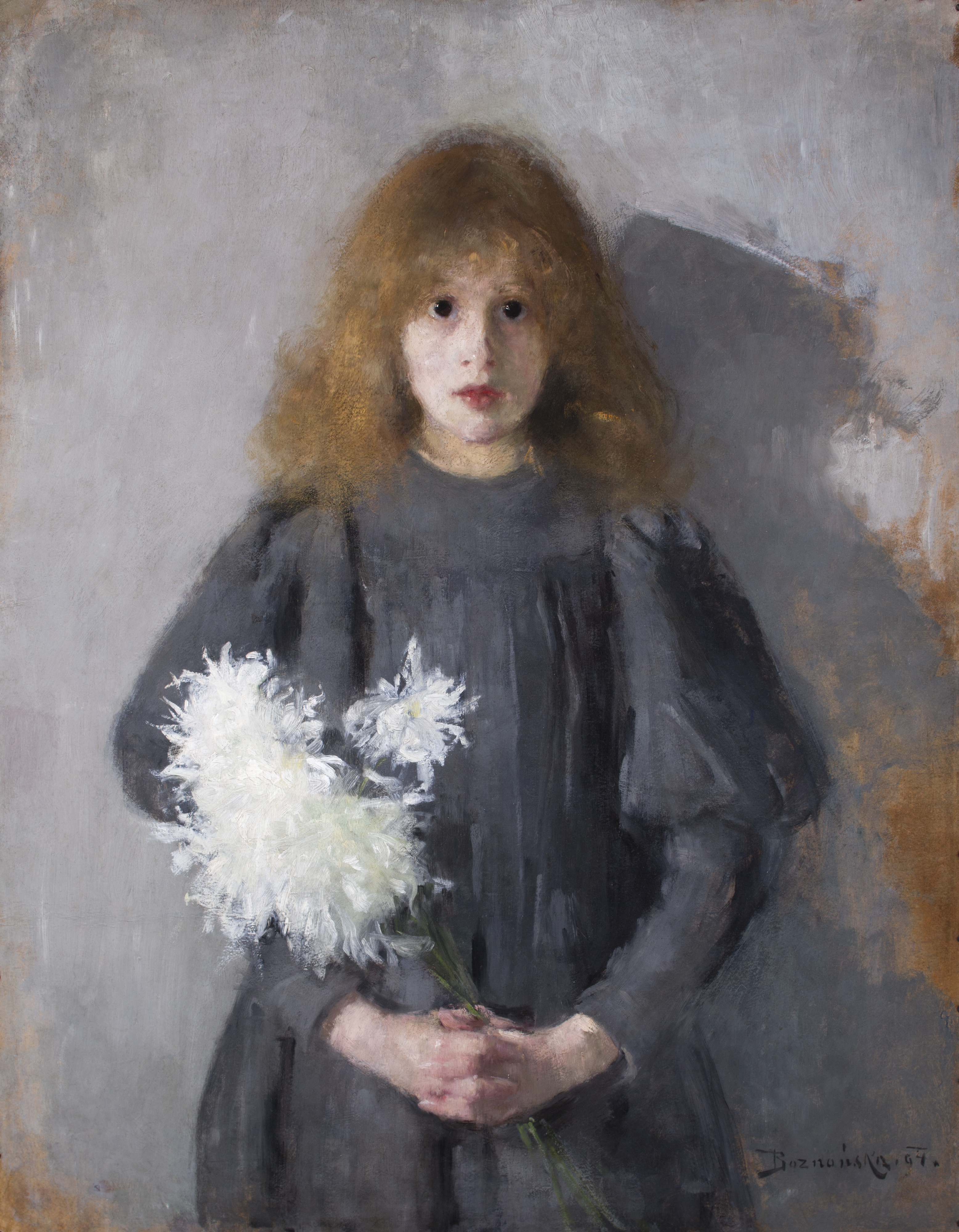
Дівчина з хризантемами